# Herbert Feis
Herbert Feis (7 juin 1893 – 2 mars 1972) est un historien et économiste américain, spécialiste d'histoire diplomatique américaine contemporaine.
Économiste auprès des présidents de Hoover et Roosevelt, il est aussi l'auteur de nombreux ouvrages historiques consacrés à l’histoire diplomatique et économique, essentiellement américaine. Herbert Feis remporte en 1961 le prix Pulitzer d'histoire pour Between War and Peace: The Potsdam Conference, publié l'année précédente aux Princeton University Press.

## Biographie
Herbert Feis naît à New York et grandit dans le Lower East Side. Ses parents, Louis Feis et Louise Waterman Feis, sont des immigrants français, aux origines judéo-alsaciennes, venus aux États-Unis à la fin du XIXe siècle.
Il est diplômé de Harvard, docteur en 1921. Il épouse la petite-fille du 20e président des États-Unis James A. Garfield qui est à la présidence quelques mois en 1881, se faisant assassiner le 19 septembre de cette même année.
Il est le conseiller en économie pour les affaires internationales du département d'État des États-Unis pendant les mandats de Herbert Hoover et de Roosevelt à la présidence, de 1931 à 1946.
Il poursuit en parallèle une carrière d'historien, publiant sur l'histoire diplomatique américaine contemporaine. son ouvrage Between War and Peace: The Potsdam Conference, prix Pulitzer d'histoire en 1961, retrace l'histoire de la Conférence de Potsdam.
Herbert Feis meurt le 2 mars 1972 à Winter Park, en Floride.
Le Herbert Feis Award, est décerné chaque année depuis 1984 par l'American Historical Association. Il a pour objectif de reconnaître l'apport des travaux récents réalisés par des acteurs de la public history, ou par des chercheurs indépendants.

## Publications
- (en) Herbert Feis, The Settlement of Wage Disputes, 1921 (lire en ligne)
- (en) Herbert Feis, Europe, the world's banker, 1870-1914 : an account of European foreign investment and the connection of world finance with diplomacy before the war, Yale University Press, 1930 (lire en ligne)
- (en) Herbert Feis, The changing pattern of international economic affairs, Harper & Brothers, 1940 (lire en ligne)
- (en) Herbert Feis, Seen from E. A. : Three International Episodes, Knopf, 1947 (lire en ligne)
- (en) Herbert Feis, The Spanish Story, Alfred A. Knopf, 1948 (lire en ligne)
- (en) Herbert Feis, Road to Pearl Harbor : The Coming of the War Between the United States and Japan, Princeton University Press, 1950, 370 p. (ISBN 978-1-4008-6828-5, lire en ligne)
- (en) Herbert Feis, China Tangle : The American Effort in China from Pearl Harbor to the Marshall Mission, Princeton University Press, 1953, 458 p. (ISBN 978-1-4008-6827-8, lire en ligne)
- (en) Herbert Feis, Churchill Roosevelt Stalin, Princeton University Press, 1957 (lire en ligne)
- (en) Herbert Feis, Between War and Peace : The Potsdam Conference, Princeton University Press, 1960 (ISBN 978-0-691-05603-6, lire en ligne)
- (en) Herbert Feis, Japan subdued : the atomic bomb and the end of the war in the Pacific, Princeton University Press, 1961 (lire en ligne)
- (en) Herbert Feis, The Atomic Bomb and the End of World War II, Princeton University Press, 19661, 2nd Revised éd., 213 p. (ISBN 978-0-691-05601-2)
- (en) Herbert Feis, 1933 : Characters in Crisis, Little, Brown, 1966 (lire en ligne)
- (en) Herbert Feis, From trust to terror : the onset of the cold war, 1945-1950, Norton, 1970 (lire en ligne)